# Списак универзитета у Црној Гори
Списак универзитета у Црној Гори.

## Државни
- Универзитет Црне Горе, Подгорица[1]

## Приватни
- Универзитет Доња Горица, Подгорица[2]
- Универзитет Медитеран, Подгорица[3]

Приватни факултети
- Факултет за бизнис и туризам, Будва
- Факултет за саобраћај, комуникације и логистику, Будва
- Факултет за менаџмент, Херцег Нови
- Факултет за државне и европске студије, Подгорица
- Факултет за медитеранске пословне студије, Тиват